# Seznam evroposlancev iz Nizozemske
Seznam evroposlancev iz Nizozemske je krovni seznam.

## Seznami
- seznam evroposlancev iz Nizozemske (1973–1979)
- seznam evroposlancev iz Nizozemske (1979–1984)
- seznam evroposlancev iz Nizozemske (1984–1989)
- seznam evroposlancev iz Nizozemske (1989–1994)
- seznam evroposlancev iz Nizozemske (1994–1999)
- seznam evroposlancev iz Nizozemske (1999–2004)
- seznam evroposlancev iz Nizozemske (2004–2009)
- seznam evroposlancev iz Nizozemske (2009–2014)
- poimenski seznam evroposlancev iz Nizozemske